# Isaios
Isaios (altgriechisch Ἰσαῖος Isaíos, latinisiert Isaeus; * Ende des 5. Jahrhunderts v. Chr. in Athen oder Chalkis; † um die Mitte des 4. Jahrhunderts v. Chr.) war ein attischer Redenschreiber. Er wird zu den zehn Attischen Rednern gezählt. Seine genauen Lebensdaten sind unbekannt.

## Leben
Nur wenige Informationen zu Isaios’ Leben sind überliefert: die Beschreibungen bei Pseudo-Plutarch, Harpokration, Photios I. und in der Suda nutzten Dionysios von Halikarnassos und Kaikilios als Quellen.
Seine Lebensdaten sind nicht bekannt, seine früheste Rede lässt sich jedoch etwa auf 389 v. Chr., seine späteste auf 343 v. Chr. datieren. Da er in seiner Karriere nie ein politisches Amt bekleidet hat, wird angenommen, dass er als Metöke in Athen lebte. Angeblich waren Isokrates oder Lysias seine Lehrer, Isaios selbst soll Demosthenes unterrichtet haben. Der Wahrheitsgehalt dieser Angaben lässt sich jedoch nicht überprüfen.

## Werk
Isaios wurden in der Antike 64 Reden zugeschrieben, von denen 50 als echt galten. Von 56 Reden ist heute der Titel bekannt, lediglich zwölf sind erhalten, davon eine unvollständig und eine andere nur fragmentarisch bei Dionysios von Halikarnassos.
Die zwölf erhaltenen Reden des Isaios sind:
1. Über das Erbe des Kleonymos (Περὶ τοῦ Κλεωνύμου κλήρου)
2. Über das Erbe des Menekles (Περὶ τοῦ Μενεκλέους κλήρου)
3. Über das Erbe des Pyrrhos (Περὶ τοῦ Πύρρου κλήρου)
4. Über das Erbe des Nikostratos (Περὶ τοῦ Νικοστράτου κλήρου)
5. Über das Erbe des Dikaiogenes (Περὶ τοῦ Δικαιογένους κλήρου)
6. Über das Erbe des Philoktemon (Περὶ τοῦ Φιλοκτήμονος κλήρου)
7. Über das Erbe des Apollodoros (Περὶ τοῦ Απολλοδώρου κλήρου)
8. Über das Erbe des Kiron (Περὶ τοῦ Κίρωνος κλήρου)
9. Über das Erbe des Astyphilos (Περὶ τοῦ Ἀστυφίλου κλήρου)
10. Für Xenainetos über das Erbe des Aristarchos (Πρὸς Ξεναίνετον περὶ τοῦ Ἀριστάρχου κλήρου)
11. Über das Erbe des Hagnias (Περὶ τοῦ Ἁγνίου κλήρου)
12. Im Interesse von Euphiletos (Υπὲρ Εὐφιλήτου)

Alle erhaltenen Reden sind für Erbschaftsprozesse geschrieben, in der Regel geht es um die Gültigkeit von Testamenten oder die Rangfolge der Erben.